# Sigurd Swane
Sigurd Swane, född 16 juni 1879 i Köpenhamn, död 9 april 1973 i Plejerup, var en dansk målare, tecknare, grafiker och författare.
Han var son till fullmäktigen i Bikuben Leo Swane och Sophie Lisbeth Rasmussen och gift första gången 1910–1920 med Christine Larsen och andra gången från 1921 med konstnären Agnete Alfrida Julie Rechendorff samt far till Lars Swane. han studerade vid Teknisk skole i Köpenhamn 1989–1899 och vid Det Kongelige Danske Kunstakademi 1899–1903 samt i Paris 1907. Swane var en av de danska förgrundsgestalterna vid det moderna måleriets genombrott i Danmark och startade tillsammans med Harald Giersing konstnärsgruppen Grønningen´1915. Vid sidan av sitt skapande framträdde han som poet och konstskribent i olika tidskrifter. Separat ställde han ut på ett flertal platser i Danmark och 1950 visade han en retrospektiv utställning i Århus och Köpenhamn. Han medverkade i flera danska och svenska samlingsutställningar. Han var ledamot av den danska konstakademien och tilldelades Eckersberg- och Thorvalsenmedaljerna. Swane är representerad vid Statens Museum for Kunst i Köpenhamn, Århus museum, Fyns stiftsmuseum, Faaborg museum, Skagens museum, Nasjonalgalleriet i Oslo Moderna museet, Göteborgs konstmuseum och Ystads konstmuseum.